# Disa nervosa
Disa nervosa är en orkidéart som beskrevs av John Lindley. Disa nervosa ingår i släktet Disa och familjen orkidéer. Inga underarter finns listade i Catalogue of Life.

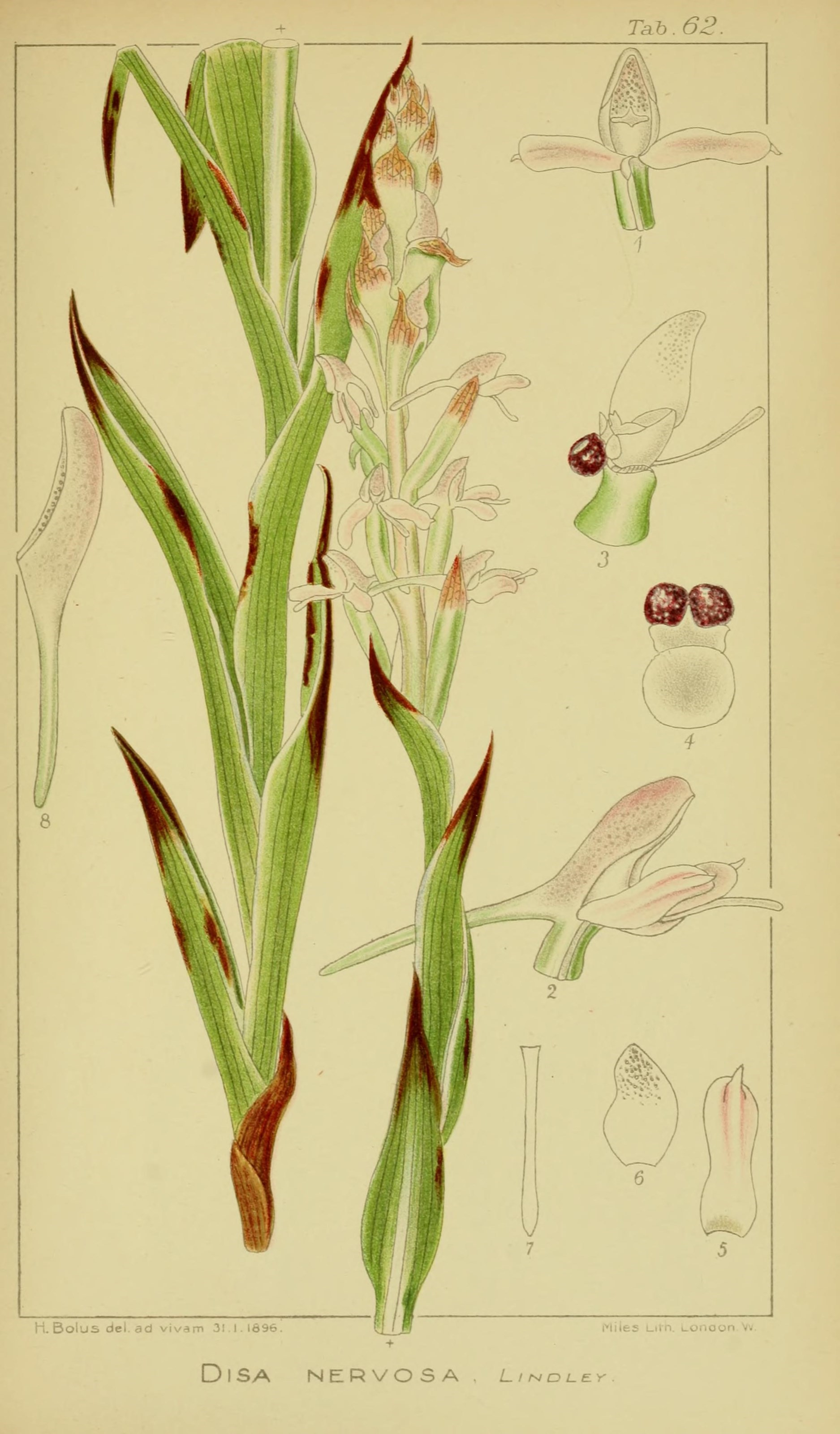